# Чайкино (Омская область)
Ча́йкино — деревня в Тюкалинском районе Омской области. Входит в состав Троицкого сельского поселения.

## История
Основана в 1896 году. В 1928 году состояла из 57 хозяйств, основное население — русские. В административном отношении деревня находилась в составе Орлово-Кукушкинского сельсовета Тюкалинского района Омского округа Сибирского края. В 1964 году Указом Президиума Верховного Совета РСФСР деревня Михайловка переименована в Чайкино.

## Население
| 1926 | 2010 |
| ---- | ---- |
| 343  | ↘13  |

## Улицы
В деревне имеется одна улица — Центральная.